# Александра Екстер
Александра Екстер (на руски: Алекса́ндра Эксте́р) е художничка, сценографка и преподавателка от Руската империя, СССР и Франция, сред най-изтъкнатите художнички от първата половина на 20 век. Представителка на авангардното течение в изкуството.

## Биография
Родена е като Александра Григорович на 6 януари 1882 година в град Бялисток, Полша, тогава в Руската империя. През 1885 година семейството ѝ се премества в град Смела, а после в Киев.
От 1892 до 1899 година учи в киевската Mинистерска женска гимназия „Св. Олга“. В периода 1889 – 1991 година е ученичка в частното киевско училище по рисуване, което се ръководи от украинския художник Николай Мурашко. От 1901 до 1903 година посещава лекции, без да бъде студентка, в Киевското художествено училище, където ѝ преподават Николай Пимоненко, Иван Селезньов и Владимир Менк. В учебното заведение се запознава с младите художници Александър Архипенко и Аристарх Лентулов.
През 1903 година напуска художественото училище и се омъжва за адвоката Николай Екстер. Техният дом се превръща в място за среща на писатели и художници. По-късно домът става център на киевското авангардно изкуство.
През 1906 година Александра Екстер подновява обучението си в Киевското художествено училище, този път като студентка. Година по-късно заминава за Париж, където учи в художествената академия „Гранд Шомиер“. По време на престоя си във френската столица, Екстер се запознава с изявените представители на авангардното течение в изкуството – Гийом Аполинер, Пабло Пикасо, Жорж Брак и Макс Жакоб.
В периода 1908 – 1914 година пътува със съпруга си. Живее в Киев, Москва, Петербург и Париж. Пътешества из Италия и Швейцария. Запознава се с представителите на авангардизма Давид Бурлюк, Михаил Ларионов, Наталия Гончарова и Николай Кулбин. При повторното си пребиваване във Франция получава частни уроци от Фернан Леже и изучава живописта на старите европейски майстори. През 1913 година открива собствено ателие в Париж. Екстер използва пътуванията си, за да създаде контакт между руските и европейски художници. Началото на Първата световна война слага край на престоя ѝ в Западна Европа и тя се завръща в Руската империя.
От 1908 година започва активно да участва в художествени изложби и общества. Присъединява се към обществата „Вале каро“ (1910) и „Союз молодёжи“ (1913).
Увлича се и от декоративно-приложно изкуство – създава рисунки върху рокли, шалове, покривки за маса, възглавници, декоративни прегради, абажури. След смъртта на съпруга ѝ през 1918 г. Екстер открива в Киев работилница по декоративно-приложно изкуство. През 1920 г. се премества в Москва. Работи по театрални постановки, оформя изложбени павилиони, разработва образци на дизайнерски модели на дрехи за промишлено производство, участва в създаването на парадната униформа на Червената армия. През периода 1925 – 1930 г. по покана на Ф. Леже преподава в Академията за съвременно изкуство в Париж.
Изложби на нейни творби се организират в Берлин, Лондон, Париж. От 1930 г. Екстер се установява в предградието на Париж Фонтенбло. В Русия тя повече не се връща. През 1930-те години художничката създава своите знаменити работи в областта на книжната графика.
Умира на 17 април 1949 година в дома си в парижкото предградие Фонтене о Роз. Погребана е в местното гробище. На мястото е поставен каменен паметник, проектиран от самата Екстер за гроба на съпруга ѝ. По воля на художничката нейните картини и личен архив са наследени от Симон Лиссим.
В Париж през 2000 година е създадено Обществото „Александра Екстер“, с основна дейност описването, защитата и популяризирането на творчеството на Екстер.